# Червона Поляна (Криворізький район)
Червона Поляна — селище в Україні, Криворізькому районі Дніпропетровської області.
Орган місцевого самоврядування — Данилівська сільська рада. Населення — 107 мешканців.

## Географія
Селище Червона Поляна знаходиться на відстані 0,5 км від села Зелений Гай. По селу протікає пересихаючий струмок з загатою. Поруч проходять автомобільна дорога Н11 і залізниця, станція Мусіївка за 2 км.

## Населення

### Мова
Розподіл населення за рідною мовою за даними перепису 2001 року:
| Мова       | Кількість | Відсоток |
| ---------- | --------- | -------- |
| українська | 99        | 92.52%   |
| російська  | 6         | 5.60%    |
| білоруська | 1         | 0.94%    |
| румунська  | 1         | 0.94%    |
| Усього     | 107       | 100%     |